# Solon Springs
Solon Springs é uma vila localizada no estado norte-americano de Wisconsin, no Condado de Douglas.

## Demografia
Segundo o censo norte-americano de 2000, a sua população era de 576 habitantes.
Em 2006, foi estimada uma população de 583, um aumento de 7 (1.2%).

## Geografia
De acordo com o United States Census Bureau tem uma área de
5,9 km², dos quais 4,1 km² cobertos por terra e 1,8 km² cobertos por água. Solon Springs localiza-se a aproximadamente 332 m acima do nível do mar.

## Localidades na vizinhança
O diagrama seguinte representa as localidades num raio de 40 km ao redor de Solon Springs.